# Čakorpass
Der Čakorpass (albanisch Qafa e Çakorrit) ist ein Gebirgsübergang nahe der Rugova-Schlucht zwischen den albanischen Alpen (Prokletije) und dem Mokra-Gebirge im Osten Montenegros. Er hat eine Scheitelhöhe von 1849 m. i. J. und liegt auf der Verbindungsstraße zwischen der montenegrinischen Stadt Andrijevica und Peja im westlichen Kosovo.

## Lage und Landschaft
Die Umgebung des Passes besteht aus dem Kalkstein des montenegrinischen Karsts und bildet hier steile Hänge. Die Staatsgrenze verläuft nicht auf dem Höhenzug, sondern talabwärts am Anfang der Rugova-Schlucht.

## Verkehr
Zurzeit ist der Pass bzw. die Grenze zum Kosovo unterhalb geschlossen, nachdem die Straße im Zuge des Kosovokrieges 1999 blockiert worden war. Die Wiedereröffnung war für das Jahr 2011 geplant, allerdings war die Passstraße mit Stand September 2013 nur auf der montenegrinischen Seite asphaltiert, der Übergang zum Kosovo ist durch eine Panzersperre blockiert, auf kosovarischer Seite führt nur ein zeitweise nicht passierbarer Feldweg zu dieser Sperre.
Der Fernwanderweg Peaks of the Balkans führt unweit der Passhöhe auf der Ostseite durch kosovarisches Gebiet.

### Ausbaupläne
Der Bau eines vier Kilometer langen Autobahntunnels als Teil der Autobahn Andrijevica–Čakor unter dem Čakorpass ist geplant. Dieser Tunnel würde die Verbindung zwischen Andrijevica und Peja erheblich verkürzen.